# Isturgia univirgaria
Isturgia univirgaria là một loài bướm đêm trong họ Geometridae.